# Hamirpur (Himachal Pradesh)
Hamirpur (hindi हमीरपुर) – miasto w północnych Indiach w stanie Himachal Pradesh, w zachodnich Himalajach. Jest stolicą dystryktu o tej samej nazwie.
Populacja miasta w 2001 roku wynosiła 17 219 mieszkańców. 54% mieszkańców miasta jest mężczyznami, natomiast pozostałe 46% kobietami. 10% populacji miasta ma poniżej 6 lat.
Hamirpur znajduje się w strefie czasowej IST (UTC+5:30)
W Hamirpurze ma siedzibę Państwowy Instytut Technologii.